# Decina
Die Decina war ein italienisches Getreidemaß und Handelsgewicht im Kirchenstaat.
Als Volumenmaß wurde es nicht nur für Getreide, sondern auch für Baukalk eingesetzt.
- 1 Decine = 210 ½ Pariser Kubikzoll = 4 1/6 Litre
- 2 Decinen = 1 Staro
- 8 Decinen = 1 Quartarello
- 16 Decinen = 1 Quarte
- 32 Decinen = 1 Rubbiatello
- 64 Decinen = 1 Rubbio

Die zweite Möglichkeit war die Decina als Handelsgewicht. Diese Werte galten
- 1 Decina = 10 Libbre = 10 Liren (altes Pfund) = 3393 Grammes
- 10 Decinen = 1 leichten oder Cantaro piccolo
- 100 Decinen = 1 schweren oder Cantaro grosso